# ハリマ農業協同組合
ハリマ農業協同組合（ハリマのうぎょうきょうどうくみあい、通称JAハリマ）は、兵庫県宍粟市に本店を置く農業協同組合。

## 業務区域
- 兵庫県宍粟市（旧一宮町、旧波賀町、旧千種町の区域のみ）

宍粟市のうち、旧山崎町はJA兵庫西の業務区域となっている。

## 本支店一覧
- 本所（一宮町東市場429-1）
- 染河内支所（一宮町能倉1059-1）
- 下三方支所（一宮町生栖812-2）
- 三方支所（一宮町福野160-2）
- 繁盛支所（一宮町上岸田168-1）
- 波賀支所（波賀町上野243-1）
- 千種支所（千種町黒土98-1）